# KH-6
KH-6・ランヤード（英：KH-6 LANYARD）、縮めてKH-6とは、NRO主導によるアメリカ合衆国で最初の高解像度写真偵察衛星の開発・配備計画であった。しかしながら、計画は不成功に終わってしまった。打ち上げ計画と実施は1963年3月から7月にかけて行われた。この計画は非常に短期間でまとめあげられた。エストニア首都・タリンの近郊にある、ソ連の弾道弾迎撃ミサイルの配備が疑わしい施設の画像を入手するためであった。この偵察衛星は、セイモス衛星のために開発されたが後にキャンセルされた、アイテクの"E-5"カメラを搭載していた。カメラの焦点距離は1.67メートル (66 in)で、地上で1.8メートル (5.9 ft)の大きさのある物体をはっきりと識別することができた。カメラの地上観測幅は14キロメートル (9 mi)から74キロメートル (46 mi)だった。衛星の質量は1,500キログラム (3,300 lb)で、再突入カプセルを1機だけ搭載していた。この中に露光したフィルムを入れ、地上に帰還させて航空機で空中回収していた。KH-6は、ロッキードで製造され、ヴァンデンバーグ空軍基地からソー・アジェナD・ロケットで打ち上げられていた。
打ち上げは3回試行された。うち1回は失敗だった。残りのうち1回はフィルムをあまり使わなかった。
この衛星のフィルムキャニスターは、910枚撮りが可能な、長さ2,250フィート (685.8 m)の写真フィルムを格納していた。

## 打ち上げ
- KH-6 8001 launch failed 1963-03-18   NSSDC ID No. P11 (1963-F03)
- KH-6 8002 launched 1963-05-18  NSSDC ID NO. 016A 1963-016A
- KH-6 8003 launched 1963-07-31 NSSC ID NO. 1963-032A

(NSSDC ID Numbers: See COSPAR)

## 並行して運用中の計画
- KH-5・アルゴン（Argon）
- KH-7・ガンビット（Gambit）